# Великий пожар в Хинкли
Великий пожар в Хинкли — крупный пожар, случившийся 1 сентября 1894 и бушевавший на площади не менее чем 810 квадратных км (310 квадратных миль), в том числе в городе Хинкли, штат Миннесота. В огне погибло множество людей, при этом минимальное количество погибших оценивается в 418 человек. Некоторые учёные полагают, что реальное число погибших составляет около 800 человек. В этом случае это был самый крупный пожар в истории штата Миннесота.

## Ход пожара
Все началось с того, что после двух месяцев засухи и при высокой температуре воздуха в сосновых лесах округа Пайн образовалось несколько небольших пожаров.
Распространение пожаров по-видимому, объясняется работой заготовителей древесины, при котором с деревьев срубаются ветки, оказывающиеся потом на земле с прочим легковоспламеняющимся мусором.
Постепенно разрозненные очаги пожаров объединились в огненный шторм. Температура в районе пожара поднялась до 1000 °С и выше.
Некоторые жители смогли спастись, забравшись в колодцы и в местную реку Grindstone river. Другие садились на два переполненных поезда, находившихся в районе бедствия, которые затем смогли выехать из города, находящегося под угрозой уничтожения.

## Разное
Бостон Корбетт (Boston Corbett), застреливший Джона У. Бута (убийцу Авраама Линкольна), предположительно, погиб в огне этого пожара. Лесная хижина вблизи Хинкли считается его последним местом пребывания, в связи с чем Корбетт указан в качестве одной из жертв пожара.